# Abbás Hilmí (1941)
Abbas Hilmi bin Princ Muhammad Abdel Moneim bin Chediv Abbás II. Hilmí Bey (arabsky:الأمير عباس حلمي بن الأمير محمد عبد المنعم بن الخديوي عباس حلمي باشا الثاني) (* 16. října 1941, Káhira) je egyptský princ, osmanský Sultanzade a finanční poradce.

## Život
Narodil se 16. října 1941 v Káhiře jako syn prince Muhammada Abdela Moneima a osmanské princezny Fatmy Neslişah Sultan. Byl pojmenován po své dědečkovi z otcovy strany Abbásu II. Hilmí, posledním egyptském chedivovi. Jejich nejstarší mužští potomci pochází až od Ismaila Paši a podle dokumentu o nástupcnictví z roku 1866 jsou první v pořadí nástupnictví na egyptský trůn. Tato práva byla pozastavena roku 1914 kdy Velká Británie prohlásila Egypt za svůj protektorát. Abbás II. Hilmí byl sesazen a jeho syn Muhammad Abdel Moneim se stal jeho dědicem. Trůn přešel na strýce Abbáse II. Husejna Kamila a Fuada I. Královský edikt z 13. dubna 1922 vyloučil z posloupnosti Abbáse II. Hilmí avšak uvedli že tato výjimka se nevztahuje na jeho syny a jejich potomky. To znamenalo, že princ Muhammad Abdel Moneim a jeho syn princ Abbás Hilmí zůstali způsobilí pro trůn a udrželi si vysokou pozici ve státu.
V červenci 1952 došlo k revoluci Svobodných důstojníků, která vedla k abdikaci egyptského krále Farúka I. ve prospěch jeho syna Fuada II. Princ Muhamman Abdel Moneim byl vybrán novými vojenskými vládci jako regent a později jako jediný vladař. V této funkci dlouho nevydržel, protože 18. června 1953 byla monarchie zrušena. Roku 1957 byli princ a jeho manželka zatčeni a obviněni na účasti Anti-Násirově spiknutí. Tato skutečnost je donutila odejít do exilu. Výsledkem bylo že jejich syn Abbás vyrůstal většinu svého času v Anglii a Francii.

### Vzdělání a kariéra
Vzdělával se ve škole Millfield v Streetu (Somerset). Poté pokračoval ve vyšších studiích na Christ Church (Oxford). Pracoval v diskontní prodějně, v bance a také jako pojišťovací makléř. Roku 1968 nastoupil do společnosti Grieveson Grant & Co. V této společnosti pracoval ža do roku 1981. Roku 1670 se zapsal do historie tím, že se stal prvním zahraničním členem London Stock Exchange. Jeho volba byla umožněna změnou článku 21., která dříve omezoval členství na britské občany. Po opuštění Grieveson Grant & Co., se stal generálním ředitelem Schroder Asseily & Co. (1981–1983) a předsedou v Hilmi and Associates (1983–1986). V letech 1986–1989 byl vicepředsedou Kidder, Peabody & Co., poté vstoupil do Concord Group. Byl součástí tříčlenného týmu, který roku 1994 otevřel jednu s poboček Concord Group v Káhiře. V této společnosti se stal vrchním výkonným ředitelem.

### Kulturní činnosti
Od svého návratu do Egypta v roce 1994 se princ Abbás Hilmí věnoval značnou dobu zachováním architektonického dědictví své rodiny. Zasloužil se o poskytnutí finančních prostředků nezbytných pro renovaci mauzolea svého prapradědečka Taufíka I., kde si rezervoval místo k pohřbení. Roku 2006 založil Sdružení přátel muzea paláce Manial, který se stará o zachování paláce jeho prastrýce prince Mohammeda Aliho Taufíka.

### Manželství a děti
Roku 1969 se oženil s Medihou Momtaz (nar. 1945). Církevní obřad proběhl 1. června v Istanbulu a civilní obřad 20. června na Kensingtonském matričním úřadě v Londýně. Mediha je vnučkou z matčiny strany Ahmada Midhata Abbase Yeghena, potomka jedné ze sester Muhammada Alího Paši, zakladatele egyptské královské dynastie. Jsou tedy příbuzní s princem Abbásem. Spolu mějí dvě děti:
- Sabiha Fatma (nar. 28. června 1974)[1]
- Daoud Abdel Moneim (nar. 23. července 1979)[1]